# Vassili Vladímirov
Vassili Vladímirov (rus: Василий Сергеевич Владимиров)  (Diàglevo, 9 de gener de 1923 - raion d'Odintsovo, 3 de novembre de 2012) va ser un matemàtic rus i soviètic.

## Vida i obra
Vladímirov va néixer en un petit llogaret a uns 150 quilòmetres a l'est de Leningrad, fill de pagesos pobres. L'inici de la seva escolarització el 1930, va coincidir amb el període de les col·lectivitzacions i la posterior fam. El 1937 va començar estudis a l'Escola Tècnica d'Hidrologia i Meteorologia de Leningrad i, dos anys després, també va anar a l'escola nocturna del Ministeri de la Metal·lúrgia. El 1939 va ingressar a la universitat de Leningrad, però el 1941 amb la invasió alemanya, es va incorporar a l'Exèrcit Roig i va estar tota la guerra a la ciutat assetjada, fent tasques de defensa antiaérea, sobrevivint a la fam i el fred del bloqueig. Per aquesta tasca va rebre nombrosos guardons militars.
Acabada la guerra, el 1945 va reprendre els seus estudis universitaris i es va graduar el 1948, sota la direcció de Boris Venkov en l'especialitat de teoria de nombres. El 1953 va obtenir el doctorat amb una tesi sobre la solució numèrica de l'equació cinètica de l'esfera.
En graduar-se va treballar a l'oficina de Leningrad de l'Institut Steklov de Matemàtiques, on va treballar en càlculs associats a l'energia atòmica sota la direcció de Leonid Kantoróvitx, qui el va recomanar per incorporar-se al projecte nuclear rus de les bombes atòmiques. Des de 1950 fins a 1956 va estar treballant al centre de recerca nuclear de la ciutat soviètica d'Arzamas-16 (actual Sarov), al departament KB-11 dirigit per Nikolai Bogoliúbov, de qui va esdevenir el deixeble més il·lustre.
El 1956 es va traslladar a Moscou per treballar a l'Institut Steklov fent recerca en el camp de la teoria quàntica de camps. Vladimirov va fer la resta de la seva carrera a l'Institut Steklov, tot i que també va ser professor de forma simultània durant molts anys de l'Institut de Física i Tecnologia de Moscou. El 1988 va ser escollit director de l'Institut Steklov, substituint en el càrrec el seu mestre. Bogoliúbov. La seva obra en el camp d'intersecció entre les matemàtiques i la física teòrica és ingent: més de tres-cents articles científiques i una dotzena de monografies. El 2007 va publicar una autobiografia amb el títol de "Я сын трудового народа" (Soc fill de gent treballadora).